# Lake (banda)
LAKE es una banda de música indie pop, con un contrato con K Records, que tiene una sede en Olympia, Washington. Formado en 2007, el grupo es conocido por componer la canción final de la serie Hora de aventuras de Cartoon Network, titulada "Isla de Navidad" o "La isla de la canción". Una versión de la canción fue incluida en su tercer álbum, Vamos a construir un techo. En un episodio de Hora de Aventuras, titulado "¡Shh!", incluyeron su canción "No Wonder I".

## Estilo musical
LAKE está compuesto por una voz masculina, otra femenina, un guitarristas, teclados y, ocasionalmente, trompas. Allmusic define a LAKE como "one of several brainy and sweet indie pop bands... to call the Pacific Northwest their home", cuya traducción literal en español es "una de esas muchas dulces e inteligentes bandas de indie pop... que residen en la costa noroeste de Estados Unidos". Esas mismas características se notan en las críticas de Pitchfork Media sobre el grupo. Como muchos artistas de K Records su estilo es el lo-fi.

## Álbumes
- Lake (2007)
- Cassete (2006)
- Oh, the places we'll go (2008)
- Let's Build a Roof (2009)
- Giving and Receiving (2011)
- Circular Doorway (2013)
- The World is Real (2013)